# Janesville, Minnesota
Janesville là một thành phố thuộc quận Waseca, tiểu bang Minnesota, Hoa Kỳ. Năm 2010, dân số của thành phố này là 2256 người.

## Dân số
- Dân số năm 2000: 2109 người.
- Dân số năm 2010: 2256 người.